# Nurie
Nurie (georgiska: ნურიე), även kallad Nurisjön, tidigare Pionertasjön (პიონერთა ტბა), är en sjö i västra Georgien. Den ligger i staden Batumi i den autonoma republiken Adzjarien. Nurie ligger 7 meter över havet.